# Gagavščina
Gagavščina je jezik iz turške skupine jezikov. Število govorcev gagavščine je negotovo, ker so razpršeni po številnih državah, bilo pa naj bi jih okoli 240.000. V Moldaviji - Găgăuzia (avtonomna teritorialna enota) je statistični urad ugotovil, da gagavščino govori 140.000 državljanov. Precej več pa je govorcev gagavščine v Ukrajini, po različnih ocenah 32.000.
Gagavščina je eden izmed jezikov oguške skupine turških jezikov, ki so dovolj sorodni, da se govorci lahko sporazumevajo. V tej skupini so tudi azerbajdžanščina, turščina in turkmenščina, kar vzpostavlja obširno sporazumevalno območje od jugovzhodne Evrope do Srednje Azije.
Gagavška narodna in jezikovna identiteta se je vzpostavila v zadnjih sto letih.

## Abeceda

### Latinica abeceda
| A a | Ä ä | B b | C c | Ç ç | D d | E e | Ê ê |
| F f | G g | H h | I ı | İ i | J j | K k | L l |
| M m | N n | O o | Ö ö | P p | R r | S s | Ş ş |
| T t | Ţ ţ | U u | Ü ü | V v | Y y | Z z |     |

### Cirilica abeceda
| А а | Ӓ ӓ | Б б | В в | Г г | Д д | Е е | Ё ё |
| Ж ж | Ӂ ӂ | З з | И и | Й й | К к | Л л | М м |
| Н н | О о | Ӧ ӧ | П п | Р р | С с | Т т | У у |
| Ӱ ӱ | Ф ф | Х х | Ц ц | Ч ч | Ш ш | Щ щ | Ъ ъ |
| Ы ы | Ь ь | Э э | Ю ю | Я я |     |     |     |